# Zgromadzenie Narodowo-Demokratyczne
Zgromadzenie Narodowo-Demokratyczne (skrót RND, fr. Rassemblement National Démocratique, arab. التجمع الوطني الديمقراطي,At-Tajammuʿ al-Waṭanī ad-Dīmuqrāṭī) – algierska centrowa partia polityczna o programie liberalnym.
10 czerwca 2015 sekretarzem generalnym partii został Ahmad Ujahja, premier Algierii w latach 1995–1998, 2003–2006, 2008–2012 i 2017–2019.
W wyborach parlamentarnych w 2002 roku partia uzyskała 610 461 głosów, co przełożyło się na 8,2% głosów i 47 mandatów.
W wyborach parlamentarnych w 2012 roku partia uzyskała 68 mandatów i tym samym była drugą siłą w parlamencie.